# Kappa Virginis
Kappa Virginis (Kang, κ Vir) – gwiazda w gwiazdozbiorze Panny, znajdująca się w odległości około 255 lat świetlnych od Słońca.

## Nazwa

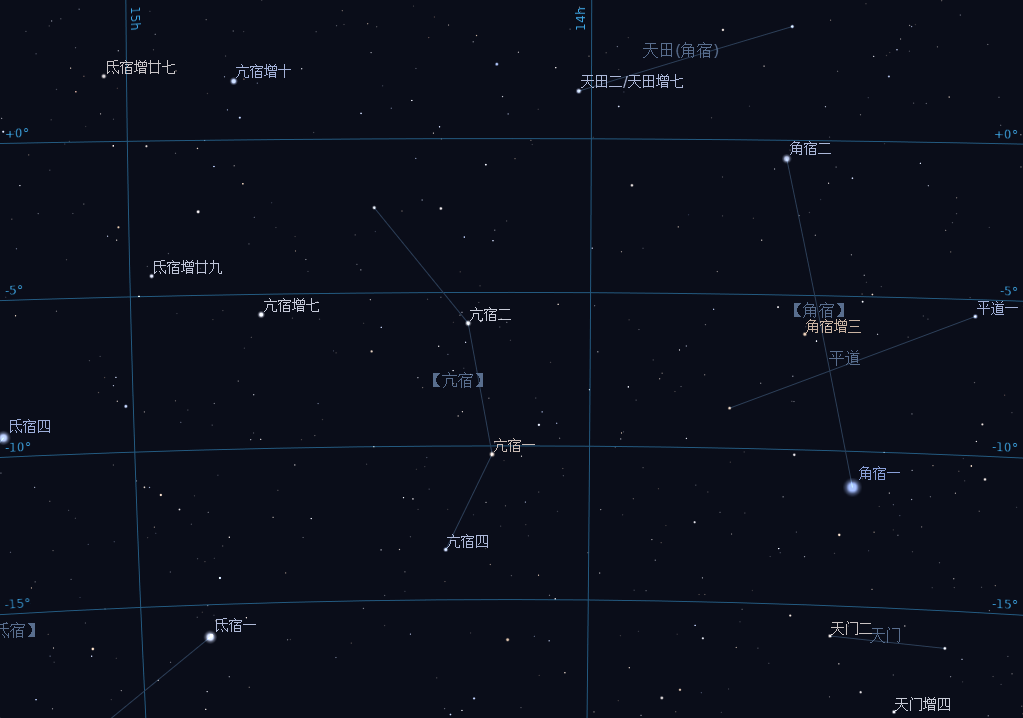
Chiński asteryzm Kang

Gwiazda ta ma nazwę własną Kang, która pochodzi z tradycji chińskiej (chiń. 亢; pinyin Kàng). Dla Chińczyków Lambda, Kappa, Jota i Psi Virginis tworzyły „szyję Błękitnego Smoka”, jedną z 28 stacji księżycowych, a także wyobrażały ministerstwo spraw wewnętrznych Kappa była najważniejszą z tych gwiazd. Międzynarodowa Unia Astronomiczna w 2017 roku formalnie zatwierdziła użycie nazwy Kang dla określenia tej gwiazdy.

## Charakterystyka
Kappa Virginis ma obserwowaną wielkość gwiazdową 4,21m. Jest to pomarańczowy olbrzym należący do typu widmowego K2,5, zubożony w żelazo względem metaliczności Słońca. Ma masę około 1,5 masy Słońca i wiek 9,7 miliarda lat; jest starszy i bardziej zaawansowany ewolucyjnie od Słońca. Ma promień 25 razy większy niż Słońce.